# Batillipes bullacaudatus
Batillipes bullacaudatus är en djurart som tillhör fylumet trögkrypare, och som beskrevs av McGinty och Higgins 1968. Batillipes bullacaudatus ingår i släktet Batillipes och familjen Batillipedidae. Inga underarter finns listade i Catalogue of Life.